# 栗坪良樹
栗坪 良樹（くりつぼ よしき、1940年10月13日 - 2021年3月30日）は、日本近代文学研究者。青山学院女子短期大学名誉教授。

## 生涯
満洲国奉天市生まれ。北海道月形高等学校、早稲田大学教育学部卒。同大学院修士課程修了、麻布中学校・高等学校教師の後、青山学院女子短期大学教授、1990-1998年学長を務める。2011年定年、名誉教授。河出書房新社『定本横光利一全集』、岩波講座『日本文学史』、岩波書店『阿部昭集』等の編集に携わる。
2021年3月30日、心臓病のため死去。80歳没。

## 著書
- 『私を語れ、だが語るな 評論集』本阿弥書店 1989
- 『横光利一論』永田書房 1990
- 『現代文学と魔法の絨緞 文学史の中の<天皇>』有精堂出版 1993
- 『子どもたちは今を生きのびられるか』岩波ブックレット 1998
- 『寺山修司論』砂子屋書房 2003
- 『ブックエンド1983～2003 本と映画の同時代批評』彩流社 2003
- 『親ばなれ子ばなれ 寺山修司と家族プログラム』集英社新書 2006
- 『曠野より』ふらんす堂、2011 ISBN 4781404138

### 共編著
- 『早稲田文学人物誌』保昌正夫 青英舎 1981
- 『村上春樹スタディーズ』1-5 柘植光彦 若草書房 1999
- 『現代文学鑑賞辞典』東京堂出版 2002
- 『開高健　新潮日本文学アルバム52』新潮社, 2002 - 解説